# Johan Hederstedt
Johan Hederstedt, švedski general, * 26. avgust 1943, Nässjö.
Hederstedt je bil vrhovni poveljnik Švedskih oboroženih sil med letoma 2000 in 2003.